# Шишкогриб хлопьеножковый
Шишкогри́б хлопьено́жковый (лат. Strobilomyces strobilaceus) — гриб семейства болетовые (Boletaceae). Иногда род шишкогриб (Strobilomyces) выделяется в собственное семейство шишкогрибовые (Strobilomycetaceae E.-J. Gilbert 1931).
Занесён в Красную книгу России.

## Таксономические синонимы
- Boletus floccopus Vahl 1799
- Boletus lepiota Venturi 1860
- Boletus strobilaceus Scop. 1770basionym
- Boletus strobiliformis Dicks. 1785
- Boletus strobiloides Krombh. 1846
- Strobilomyces floccopus (Vahl) P.Karst. 1882

## Биологическое описание

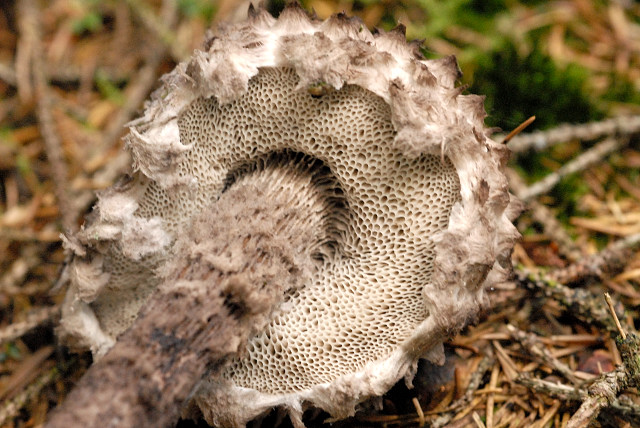
Гименофор шишкогриба хлопьеножкового

- Шляпка 4—15 см в диаметре, в молодом возрасте полушаровидная, затем становящаяся выпуклой, к старости почти плоская, с сухой, беловатой или сероватой, густо покрытой серыми или чёрными прижатыми чешуйками поверхностью. Край шляпки щетинистый, с заметными остатками частного покрывала.
- Мякоть без запаха и вкуса, на воздухе сначала становится оранжево-красной, затем чернеющая.
- Гименофор трубчатый, белого или сероватого цвета, с возрастом темнеющий до почти чёрного, при повреждении краснеющий и чернеющий, с угловатыми порами 1—2 мм в диаметре.
- Ножка 5—12,5 см длиной, плотная, цилиндрическая или утолщённая у основания, одного цвета со шляпкой, с чешуйчато-щетинистой поверхностью, выше середины с заметным следом от кольца, в верхней части сетчатая.
- Споровый порошок чёрного цвета. Споры сероватые, 9,2—15×7,5—12 мкм, сетчатые, широко-эллипсоидной формы. Базидии 30,6—32×12,6 мкм, буроватого цвета. Цистиды 61—81×7,6—12,2 мкм, бурые, цилиндрической формы.
- Встречается одиночно или небольшими группами, в широколиственных и смешанных лесах, часто под дубами, редко под хвойными. Образует микоризу. Произрастает с раннего лета по осень.
- Съедобен, однако обладает пресным вкусом.

## Сходные виды
- Strobilomyces confusus почти идентичен, отличается оттопыренными чешуйками на шляпке и менее выраженной сеточкой спор.